# Carlos Will Mejía
Carlos Will Mejía García (Omoa, 29 settembre 1983) è un calciatore honduregno, centrocampista del Pumas Tabasco.

## Palmarès

### Club

#### Competizioni internazionali
- CONCACAF League: 1

CD Olimpia: 2017